# Ray Wise
Raymond Herbert (Ray) Wise (Akron (Ohio), 20 augustus 1947) is een Amerikaans acteur. Hij is vooral bekend door rollen in verschillende televisieseries, waaronder Twin Peaks en 24.

## Biografie
Wise studeerde aan de Universiteit van Kent in de Amerikaanse staat Ohio. Zijn eerste grote rol was in de soapserie Love of Life, waarin hij van 1970 tot 1976 meespeelde. Tot 1990 was hij vooral te zien in eenmalige rollen in bekende televisieseries, zoals The A-Team, Dallas, L.A. Law en Star Trek: The Next Generation. Ook had hij een rol in de film RoboCop (1987).
In 1990 bereikte Wise een hoogtepunt in zijn carrière dankzij de rol van Leland Palmer, de vader van de vermoorde Laura Palmer, in de serie Twin Peaks. Dezelfde rol vertolkte hij in de film Twin Peaks: Fire Walk With Me. Twin Peaks gaf zijn carrière een nieuwe impuls; sindsdien speelde hij in ongeveer 70 series en films. Zo verscheen hij in zes afleveringen van het vijfde seizoen van 24 als vicepresident Hal Gardner. Daarnaast gaf Wise in 2000 invulling aan de rol van president van de Verenigde Staten in het computerspel Command & Conquer: Red Alert 2.
Van 2015 tot 2016 speelde Wise de rol van Hugh Jones in de televisieserie Agent Carter van Marvel. In 2016 sprak Wise de stem in van Commissaris James Gordon voor animatiefilm Batman: The Killing Joke.

## Persoonlijk
Ray Wise is getrouwd met een producent van televisiereclame en heeft twee kinderen. Hij woont in het zuiden van de staat Californië.